# فرودگاه سیدی مهدی
فرودگاه سیدی مهدی (به انگلیسی: Sidi Mahdi Airport) (به زبان بومی: Sidi Mahdi Airport) یک فرودگاه همگانی با کد یاتا TGR است که یک باند فرود آسفالت دارد و طول باند آن ۳۰۰۰ متر است. این فرودگاه در کشور الجزایر قرار دارد و در ارتفاع ۸۵ متری از سطح دریا واقع شده است.

## شرکت‌های هواپیمایی و مقصدهای پروازی
| شرکت‌های هواپیمایی | مقصدهای پروازی |
| ----------------- | -------------- |
| هواپیمایی الجزایر | هواری بومدین   |